# Manuel Pereira Guimarães
Manuel Pereira Guimarães ComC foi um empresário comercial e político português.

## Família
Filho de Manuel Pereira Guimarães, natural, como o seu nome indica, da cidade de Guimarães, donde tomara o apelido e onde deve ter nascido cerca de 1750, Cavaleiro Professo na Ordem de Cristo a 26 de Agosto de 1811, Sargento-Mor de Ordenanças e Negociante de grosso trato do Porto, e de sua mulher (Porto, Santo Ildefonso, 19 de Novembro de 1800) Margarida Claudina Máxima de Magalhães, natural da cidade do Porto, neto paterno de José Pereira (Guimarães, Mascotelos - ?, filho de Paulo Pereira, Lavrador, e de sua mulher Ana Gonçalves), abastado Lavrador, e de sua mulher Custódia Maria (Guimarães, Mascotelos - ?, filha de Francisco Lopes e de sua mulher Ana Maria), e neto materno de André António de Magalhães (Cabeceiras de Basto, Basto - ?). Foi irmão mais velho de José Pereira Guimarães, Francisco Pereira Guimarães, da mulher de José Gonçalves Santos Silva e Joaquim Pereira Guimarães.

## Biografia
Comendador da Ordem Militar de Cristo, Presidente da Associação Comercial do Porto, várias vezes Vereador da Câmara Municipal do Porto e também seu 18.º Presidente entre 2 de Março e 22 de Outubro de 1836, foi Negociante de grosso trato.

## Casamento e descendência
Casou com Emília Ferreira da Silva, irmã do 1.º Barão da Silva, com geração. Foi tio paterno do 1.º Visconde de Benalcanfor.